# فلیکس براودر
فلیکس براودر (به انگلیسی: Felix Browder) ریاضیدان آمریکایی بود.

## زندگی
براودر در ۳۱ ژوئیه ۱۹۲۷ در مسکو به دنیا آمد. او در ۱۷ سالگی وارد مؤسسه فناوری ماساچوست شد و دو سال بعد از این دانشگاه در رشته ریاضیات فارغ‌التحصیل شد. او در سن ۲۰ سالگی از دانشگاه پرنستون دکترای ریاضیات گرفت.
او در سال ۱۹۴۹ با اوا تیسلوویچ ازدواج کرد.
برادران فلیکس براودر با نام‌های ادوارد و اندرو نیز ریاضیدان هستند.

## آثار
مهم‌ترین اثر فلیکس براودر در آنالیز تابعی غیرخطی است.

## مرگ
فلیکس براودر در سال ۲۰۱۶ در نیوجرسی درگذشت.